# Стара Шарпівка
Стара Шарпівка — село в Україні, в Путивльському районі Сумської області. Населення становить 131 осіб. До 2018 орган місцевого самоврядування — Яцинська сільська рада.

## Географія
Село Стара Шарпівка знаходиться на лівому березі річки Клевень, вище за течією на відстані 2 км розташоване село Яцине. На відстані 2 км розташоване село Нова Шарпівка. Річка в цьому місці звивиста, утворює лимани, стариці і заболочені озера. Поруч проходить автомобільна дорога Т 1911.

## Історія
12 червня 2020 року, відповідно до розпорядження Кабінету Міністрів України № 723-р «Про визначення адміністративних центрів та затвердження територій територіальних громад Сумської області», село увійшло до складу Путивльської міської громади.
19 липня 2020 року, в результаті адміністративно-територіальної реформи та ліквідації Путивльського району, увійшло до складу новоутвореного Конотопського району.

## Населення
Згідно з переписом УРСР 1989 року чисельність наявного населення села становила 160 осіб, з яких 75 чоловіків та 85 жінок.
За переписом населення України 2001 року в селі мешкала 131 особа.

### Мова
Розподіл населення за рідною мовою за даними перепису 2001 року:
| Мова       | Чисельність | Відсоток |
| ---------- | ----------- | -------- |
| українська | 117         | 89,31%   |
| російська  | 12          | 9,16%    |
| білоруська | 2           | 1,53%    |
| Усього     | 131         | 100%     |